# ود آدم
تقع مدينة ود آدم ضمن قري محلية 24 القرشي غرب ريفي المناقل التي تتبع لولاية الجزيرة بالسودان يحدها من الشرق الياس ومن الشمال الغربي الشويرف ومن الشمال قرية ام شديدة جمال الدين ومن الغرب القنابيل وهي جزء من مشروع الجزيرة المروية امتدادالمناقل حيث بها اراضي زراعية خصبة وواسعة

## النشاط السكاني
يعتمد سكانها في الموارد على الاغتراب والتعدين بالذهب والزراعة والرعي والتجارة

## معالم هامة
يوجد بالمدينة وحدة ادارية تابعة لمحلية 24 القرشي ومستشفى، ومركز شرطة، ومدارس أساس، وثانوي بنين وبنات، وبها نادي السهم، ونادي ود ادم من أعرق أندية الدرجة الأولي بمحلية القرشي، ويوجد بها مسيد الشيخ، ودبدر، وخلاوي لتحفيظ القرآن ومسجد أبو بكر الصديق.